# ۲۷۵ (پیش از میلاد)
۲۷۵ (پیش از میلاد) ۲۷۵مین سال قبل از تقویم میلادی است.